# Cédric Séguin
Cédric Séguin (Pierrelatte, 3 aprile 1973) è uno schermidore francese, vincitore di una medaglia d'argento nella scherma ai giochi olimpici.

## Palmarès
In carriera ha conseguito i seguenti risultati:
- Giochi olimpici

Sydney 2000: argento nella sciabola a squadre.
- Europei di scherma

Bolzano 1999: oro nel sciabola a squadre.